# Wielki Meczet Chanów
Wielki Meczet Chanów (ukr. Велика ханська мечеть, ros. Большая ханская мечеть) – integralna i pierwsza z budowli należąca do kompleksu pałacowego chanów krymskich w Bachczysaraju. Meczet jest najważniejszą świątynią Tatarów krymskich. Od początku lat 90. ponownie stał się miejscem kultu religijnego. Odbywają się w nim modlitwy oraz inne obrzędy, np. śluby.

## Historia powstania

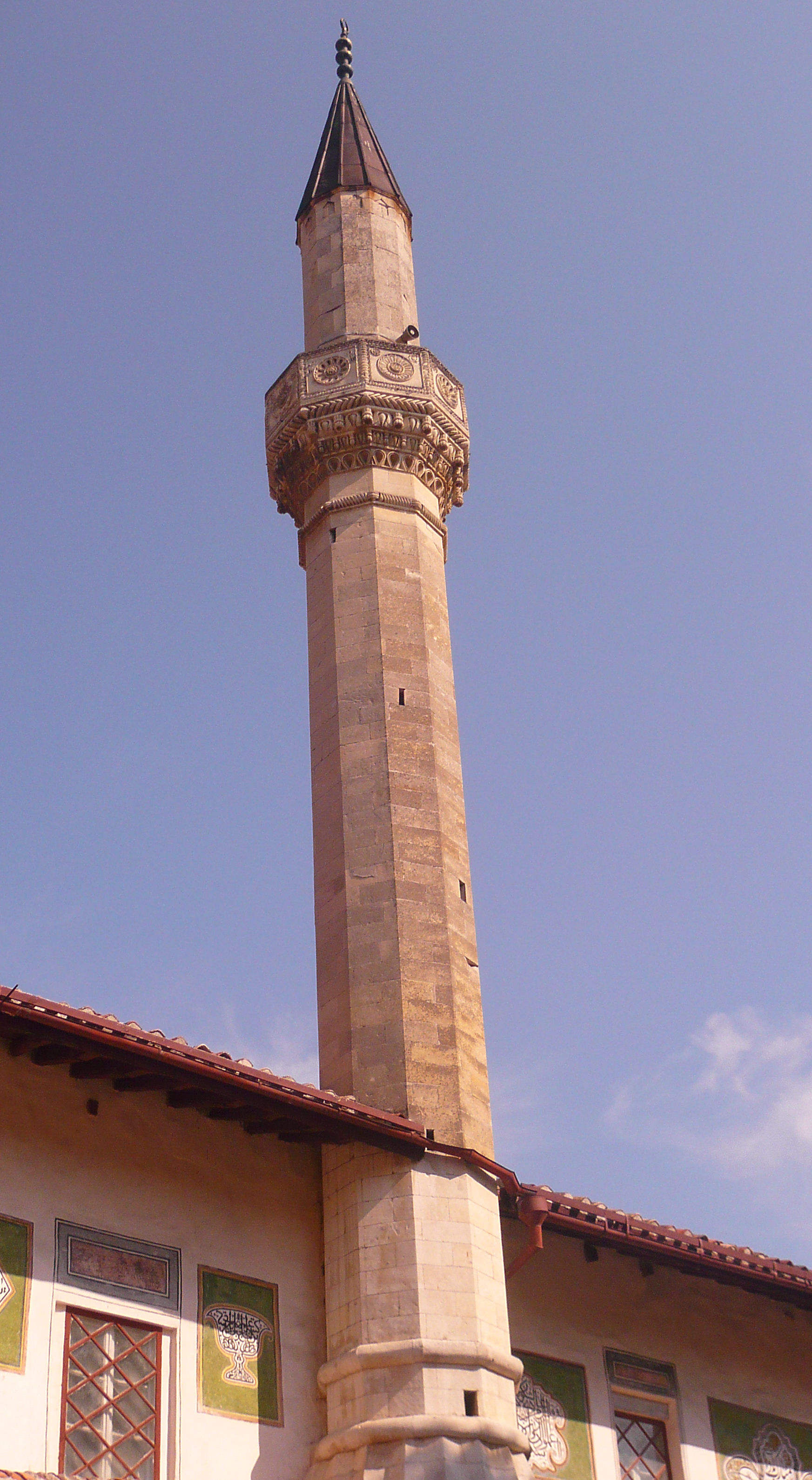
Minaret od strony dziedzińca głównego

Meczet został zbudowany w pierwszej połowie XVI w. jako pierwsza budowla w nowej stolicy chanatu krymskiego na polecenie chana Sahiba I Gireja.
W 1736 roku duża część kompleksu pałacowego została zniszczona przez pożar. Meczet także uległ poważnym uszkodzeniom. Obecny kształt zachował się z okresu, odbudowy pałacu i większości budynków przez chana Selameta II Gireja oraz jego następców.

## Budowa meczetu
Masywna bryła meczetu przykryta czterospadowym dachem, wyłożonym dachówką, kontrastuje z dwoma smukłymi minaretami wyłożonymi kamiennymi płytami o wysokości 28 metrów. Meczet jest zbudowany na planie prostokąta, na lewej ścianie meczetu drewniana loża przeznaczona wyłącznie dla chanów. Wnętrze meczetu jest prawie puste. Mihrab (wnęka) wskazujący kiblę – kierunek Mekki. Z prawej strony mihrabu znajduje się drewniany minbar (kazalnica).